# Dorica
Dorica je žensko osebno ime.

## Izvor imena
Ime Dorica je različica ženskih osebnih imen Doroteja oziroma Teodora .

## Različice imena
Dora, Dorina

## Pogostost imena
Po podatkih Statističnega urada Republike Slovenije je bilo na dan 31. decembra 2007 v Sloveniji število ženskih oseb z imenom Dorica: 142.

## Osebni praznik
Dorica lahko goduje takrat kot Doroteja ali pa Teodora.